# Den romerske skole
|  | "Romerske skole (musik)" behandler en kreds af renæssancekomponister i slutningen af 1500-tallet |
Den romerske skole betegner opdragelsen af børn og unge i antikkens Rom. Opdragelsen afhang af familiens sociale position og økonomiske placering i samfundet. De rige familiers børn fik den bedste uddannelse, mens mange børn fra fattige familier slet ikke lærte at læse. I antikkens Rom var mange voksne fra de lavere sociale lag derfor analfabeter. 

## Barndommen
Spædbørnsdødeligheden i antikkens Rom var stor, og Plinius den Ældre nævner, at de nyfødte først ansås for livsduelige, når de var syv måneder gamle.
Det var almindeligt for de bedre stillede familier at have en amme til de nyfødte børn. Senere overtog en huslærer børneopdragelsen. Læreren var ofte en slave eller frigiven paedagogus og helst fra grækenland, da både græsk og latin indgik i den almene undervisning. 
Det var normalt at både piger og drenge lærte at  læse, skrive og regne. Undervisningen forgik oftest i hjemmet, men kunne også finde sted i det offentlige rum på de forskellige fora. Grifler og skrivetavler af voks (cera) blev brugt til undervisningen.
Når børnene var omkring elleve år, begyndte de at læse de græske klassiske tekster som  Homers Iliaden eller Odysseen Vergils Æneiden efter 19 f.Kr.). 
Yderligere lærte børnene historie, filosofi, astronomi og geografi. 
De dårligere stillede børn fik som regel ingen undervisning, men måtte hjælpe familien med at tjene penge. Især på landet var undervisningen mangelfuld.
Undervisningsmetoderne var ofte strenge. Quintilian (fra ca. 30 e.Kr.) var en af de første til at ændre datidens tankegang omkring opdragelsen. Hans teori gik ud på, at omsorg for børnene frembragte bedre resultater. Han kritiserede også lærerne for at være for dårligt uddannede og forklarede, at brutaliteten i undervisningen skyldtes deres manglende viden. 
Eleven bør roses, så han kommer til at holde af undervisningen. Det er ifølge Quintilian vigtigt, at eleven selv er begejstret for undervisningen. For at opnå det er det nødvendigt med pauser, som skal bruges på leg og hvile. Til slut fraråder Quintilian at straffe eleven med vold.

## Ungdommen

### Mændene
Overgangen fra barndom til ungdom blev markeret ved en religiøs fest kaldet Liberaliafesten omkring d. 17. marts. Overgangen blev vist ved, at de unge mænd tog en toga virilis på, en mandstoga. De var 16-17 år og var nu romersk borgere. Det var vigtigt at træde i karakter og leve op til sin families forventninger og opretholde slægtens ære. 
Unge mænd fra den romerske elite kunne tage videregående uddannelser: retorik og jura. De kunne fx vinde en retssag mod en af familiens fjender, og dertil var et grundigt kendskab til jura og retorik altafgørende.
Unge mænd fra andre sociale lag, hvis familie ikke ejede jord, kunne melde sig til hæren og  bruge de næste 20 år som soldat. 

### Kvinderne
Unge kvinder blev primært brugt til at skabe alliancer mellem forskellige familier via ægteskab. Først og fremmest skulle kvinderne sikre slægtens videreførelse. De var underlagt deres ægtemands eller faders autoritet. 
Kvinderne var dog ikke altid uselvstændige, og der er flere eksempler på kvindelige jordejere og kvinder, der opnåede skilsmisse. Nogle romerske kvinder har været i stand til at intrigere på lige fod med mændene. Ifølge visse mandlige romerske forfattere hænger kvinder og giftmord uløseligt sammen.